# ピエール・シェンデルフェール
ピエール・シェンデルフェール（Pierre Schoendoerffer, 1928年5月5日 - 2012年3月14日）は、フランスの脚本家、映画監督、作家。映画監督フレデリック・シェンデルフェールと俳優ルドヴィク・シェンデルフェールの父。

## 経歴・人物
1928年5月5日、フランス・ピュイ＝ド＝ドーム県シャマリエールに生まれる。
1940年代、まだ10代のころに商業船で働く。アヌシーの工業高校に寄宿生だった第二次世界大戦中、ジョゼフ・ケッセルの小説『Fortune carrée（映画『風雲の鬼将軍 四角い帆』の原作）』を読んだことが彼に勇気を与え、「真の人生」の道を彼に指し示した。すべて水夫になる彼の夢のために、当時まだ海を見たことなど一度もなかったのだが、トロール漁の帆船に乗り込み、そして軍の映画局に勤めることになる。
その後、インドシナ戦争で3年間、記録映画製作に取り組む。週刊グラフ誌『パリ＝マッチ Paris Match』の記者として、1955年のモロッコでの革命、ラオス、アルジェリア戦争をレポートする。ディエンビエンフーの戦い（1954年3月 - 5月）の後に捕虜にされ、共産主義のプロパガンダのために戦争を撮影していたソ連のシネアストロマン・カルメンが、彼に最悪なものをもたらした。
1959年10月9日、ジョゼフ・ケッセル脚本、共同監督ジャック・デュポンによる長編ドキュメンタリー映画『悪魔の通り道（La Passe du diable）』が公開され、監督としてデビューする。撮影監督ラウール・クタール、プロデューサージョルジュ・ド・ボールガール。同年、ピエール・ロティの小説を原作にとった映画『ラムンチョ（Ramuntcho）』、『氷島の漁夫（Pêcheur d'Islande）』を2本連打する。いずれも撮影はクタール、製作はド・ボールガール。『氷島の漁夫』の音楽はシャルル・アズナヴール。
1965年3月31日、長編映画『317小隊』（1964年）が公開、原作・脚本・監督シェンデルフェール、撮影はクタール、製作はド・ボールガール。主演はジャック・ペラン。その後ペランは常連化し、シェンデルフェールの息子フレデリックの監督作にも協力している。
1976年、小説家として、小説『クラブタンブール』でアカデミー・フランセーズ小説大賞を受賞。翌年みずからの手で映画化。
2012年3月14日、パリ郊外の病院にて死去。享年83歳。モンパルナス墓地に眠る。

## フィルモグラフィー
- La Passe du diable、1958年、共同監督ジャック・デュポン
- Ramuntcho、1959年
- Pêcheur d'Islande、1959年
- 317小隊 La 317e Section、1965年
- Objectif 500 millions、1966年
- La Section Anderson、1967年
- クラブタンブール、Le Crabe-tambour、1977年
- 戦争と名誉、L'Honneur d'un capitaine、1982年、ビデオの邦題
- 戦場、L'Adieu au Roi、1989年
- 愛と戦火の大地（スカイミッション空挺要塞DC-3）、Diên Biên Phu、1992年
- Là-haut, un roi au-dessus des nuages、2004年

## 小説
- La 317e Section、1963年
- L'Adieu au Roi、1969年 - アンテラリエ賞受賞
- Le Crabe-tambour 、1976年 - アカデミー・フランセーズ小説大賞受賞
- Là-haut、1981年
- L'Aile du papillon、2003年

## 受賞・栄誉
- レジオンドヌール勲章コマンドゥール章[4]
- 国家功労勲章オフィシエ章[4]
- 芸術文化勲章オフィシエ章[4]
- 教育功労章コマンドゥール章[4]
- ヴォーバン賞（Prix Vauban） 1984年 - 全文学作品・映画作品に対して
- 芸術アカデミー会員に選出される（1988年3月23日）

## 脚註
1. ↑  “Le Crabe-tambour”.   Allociné. 2020年4月13日閲覧。
2. ↑  Buisson, Jean-Christophe (2012年3月14日). “Pierre Schoendoerffer est décédé à 83 ans” (フランス語). Le Figaro.fr. 2020年4月13日閲覧。
3. ↑  “SCHŒNDŒRFFER Pierre (1928-2012)”. www.landrucimetieres.fr.   Cimetières de France et d'ailleurs. 2020年4月13日閲覧。
4. 1 2 3 4  “Pierre Schoendoerffer” (フランス語). academiedesbeauxarts.fr.   Academie Des Beaux Arts. 2020年4月13日閲覧。